# Panicum afzelii
Panicum afzelii là một loài thực vật có hoa trong họ Hòa thảo. Loài này được Sw. mô tả khoa học đầu tiên năm 1829.